# Armand François Lamy
Pour les articles homonymes, voir Lamy.
Armand François, baron Lamy (15 février 1781 à Rennes - 5 novembre 1839 à Paris), est un général et homme politique français.

## Biographie

### Activités militaires
Fils de Jean François Charles Lamy, major d'infanterie et chevalier de Saint-Louis, il quitte Rennes avec sa mère pour suivre des études à Paris. Il entre à Polytechnique le 4 janvier 1799, puis à l'École du génie militaire le 22 décembre 1800. À sa sortie, il sert dans le corps du génie au Havre. Il part pour Flessingue en 1803 et dirige une partie des travaux de défense. On le retrouve ensuite à Utrecht, puis à Ulm. En 1806, le capitaine Lamy est en Dalmatie ; de là, il rejoint à l'été 1807 la Turquie où il retrouve plusieurs officiers qui préparent une mission extraordinaire en Perse. 
La Perse est en guerre avec la Russie depuis 1803 et se cherche un allié. Le shah sollicite Napoléon qui envoie une première mission en 1805, dirigée par le savant Pierre Amédée Jaubert. Ce dernier conclut un traité avec le shah et revient en 1807 avec un ambassadeur persan, qui demande l'envoi à Téhéran de spécialistes civils et militaires. Ce sera ce qu'on appelle la mission Gardane, dirigée par le général Claude Mathieu de Gardane, nommé ambassadeur en Perse. L'équipe du général comprend son frère, Paul Ange, premier secrétaire d'ambassade et historiographe de la mission, une quinzaine de civils et autant de militaires : quatre capitaines du génie, dont Lamy, des officiers d'infanterie, d'artillerie et de cavalerie, deux ingénieurs géographes, etc. Sur la route vers Téhéran, Lamy s'arrête à Erevan qu'il est chargé de fortifier en octobre 1807. Il est ensuite appelé par le prince héritier Abbas Mirza pour reconstruire Tabriz, partiellement détruite par un tremblement de terre. Comme il a appris le persan, le prince lui demande de former des élèves à la langue française et aux mathématiques. Outre Tabriz, Lamy fortifie Ardabil et Abbas Abad (près de Téhéran). On lui attribue également la construction de casernes, d'un arsenal, d'une usine de poudres et d'une fonderie de canons. Parmi ses multiples activités, on note encore des relevés d'itinéraires pour rejoindre la Perse et un projet d'école militaire. Abbas Mirza souhaite s'attacher Lamy, mais Gardane a quitté Téhéran en février 1809 et le gros de la mission l'a suivi. Lamy quitte donc la Perse en avril 1809. Avant son départ, il a été fait chevalier de l'ordre du Soleil de Perse. Si les résultats militaires de la mission sont limités (en raison en particulier des fluctuations de la politique de Napoléon vis-à-vis de la Russie), ils auront contribué à semer des graines qui vont germer, une influence culturelle et une francophilie des élites persanes. Lamy rejoint la Grande Armée quelques jours après la bataille de Wagram. Il apprend là qu'il est commandant depuis le 13 février 1809 et retrouve à Vienne son camarade de promotion Jules-Antoine Paulin.  
Il est affecté à l'automne comme responsable du détachement du génie à Flessingue et dans l'île de Walcheren. Napoléon est en effet ulcéré par la prise de la ville en août 1809 et la capitulation du général Monnet. Après sa reconquête, il souhaite en renforcer les défenses. En 1811, il vient personnellement inspecter les travaux et remarque Lamy. Il envisage même de le prendre comme aide de camp. Les récompenses arrivent : promu lieutenant-colonel et chevalier de la Légion d'honneur la même année, Lamy est créé chevalier de l'Empire le 12 février 1812. Il reste à Flessingue jusqu'en 1813. Avec le retour des Bourbons, il adhère à la Charte de 1814, est nommé chef du génie à Metz et fait officier de la Légion d'honneur en octobre, ce qui ne l'empêche pas de participer sous les Cent-Jours aux travaux de défense de Paris. La fortification de la capitale est une idée qu'il partage avec son chef, le général Haxo, et qui ne le quittera plus.   
Mis à la retraite au début de la Seconde Restauration, il est néanmoins fait chevalier de Saint-Louis en 1817, et, après une intervention en sa faveur de son beau-père, il est réintégré dans l'armée d'active et nommé chef du Génie à Lille en 1818, puis attaché au comité des fortifications en qualité de secrétaire en 1821. Le 7 janvier 1824, il est promu colonel. Après avoir donné des signes d'allégeance à la Monarchie de Juillet, il accède au grade de maréchal de camp le 31 décembre 1835. Il devient membre à part entière du comité des fortifications, dont il n'était auparavant que secrétaire. Le comité est partagé par de vifs débats entre partisans d'une enceinte continue et partisans de forts détachés, débats qui ne sont pas dénués d'arrière-pensées politiques. Le général Haxo, qui y siège, est un partisan de l'enceinte continue. On sait que la solution choisie, l'enceinte de Thiers, combinera les deux pour un budget très élevé de 140 millions. 
En 1837, Lamy  part combattre en Algérie, envoyé comme inspecteur général du génie. Après les conditions désastreuses dans lesquelles s'était déroulée la première expédition de Constantine, le gouvernement a décidé d'en lancer une deuxième au cours du second semestre 1837. À l'initiative de Lamy et sur ses plans, un camp retranché est construit à Medjez-Amar, complété par une route praticable par l'artillerie jusqu'au camp de Ras-el-Akbah. Peu après, il est rejoint par le général Hubert Rohault de Fleury, commandant les troupes du génie et son camarade de Polytechnique. Début octobre, le temps devient très mauvais et le terrain impraticable. Un tiers des chevaux meurent de faim ou de froid et les vivres diminuent dangereusement. Certains, qui ont le souvenir de l'année précédente, parlent de retraite. Lamy est contre et en parle à Damrémont : « Le gouverneur général, homme de conscience et d'honneur, me promit, dans la nuit du 11 au 12 où j'eus un entretien secret avec lui, qu'il mangerait son dernier biscuit devant Constantine ». Lors de l'assaut final le 13 octobre, la population apeurée tente de fuir la casbah par le ravin, où beaucoup perdent la vie en tombant. Lamy et ses hommes doivent intervenir pour sortir les survivants de ce piège. De retour à Paris, il est élevé le 11 novembre au grade de grand-officier de la Légion d'honneur par le roi.

### Activités politiques
Après la révolution de Juillet 1830, à laquelle il adhère avec ferveur, il tente sa chance aux élections du 5 juillet 1831 dans la Dordogne, où il possède des propriétés et où il est déjà membre du Conseil général. Il se présente à la députation dans le 5e collège (Nontron) mais ne recueille que 37 voix contre 155 à Joseph Mérilhou qui est élu. 
Il est plus heureux, le 6 octobre suivant, dans le même collège, à l'élection partielle destinée à pourvoir au remplacement de Mérilhou qui avait opté pour Sarlat, et recueille 95 voix sur 170. Il est réélu sans problème le 21 juin 1834 et le 4 novembre 1837. Il est par contre battu le 2 mars 1839, par 138 voix contre 159 à son adversaire. 
À la Chambre, il soutient le gouvernement et justifie sa position dans sa profession de foi de 1834  par la nécessité de respecter la loi et l'ordre, et donc de combattre l'opposition systématique, source de désordres. Au passage, il indique à ses électeurs qu'il a combattu un projet d'impôt progressif. Il participe activement aux travaux législatifs ; son sujet favori est sans surprise celui des fortifications de Paris. Il est rapporteur de la commission chargée en 1833 de l'examen du projet de loi relatif aux travaux de défense de Paris, et présente ses conclusions le 22 avril. Il s'est également intéressé au sujet des chemins de fer et a publié un livre sur la question, Observations sur les entreprises de chemins de fer, Paris, Firmin-Didot, 1839. 
Viennet, dans son Journal, note avec une certaine malice que vers la fin de sa vie, le général Lamy militait avec ferveur pour la culture du sarrasin, en Dordogne et ailleurs, au point que quand Louis-Philippe le voyait arriver au palais, il faisait tout pour l'éviter.
La rue principale de Thiviers (Dordogne) porte son nom, en remerciement de sa contribution à la rectification et à l'élargissement de son tracé.

### Vie privée
Il a épousé en 1817 Amélie des Maisons, fille de Charles des Maisons, adjoint au maire du 10e arrondissement de Paris et doyen des hérauts d'armes, et petite-fille de l'architecte parisien  Pierre Desmaisons. Le couple a eu trois enfants : Cécile, épouse de Jean-Louis Bizouard-Macaire (X 1824), Alphonse et Jenny, épouse Le Bon de Lapointe.

## Sources
- Robert, Bourloton et Cougny, Armand François Lamy, Dictionnaire des parlementaires
- Anonyme, Le Maréchal de camp du génie Lamy, Évreux, 1903
- P. Champy, Armand François Lamy, Dictionnaire de biographie française
- Germain Sarrut, Edme Théodore Bourg, Armand François Lamy, Biographie des hommes du jour, tome 1
- Jean Pons Guillaume Viennet, Journal de Viennet, pair de France
- Paul Ange de Gardane, Journal de voyage dans la Turquie d'Asie et la Perse, fait en 1807 et 1808.
- Jean Calmard, Gardane Mission, Encyclopæedia iranica, iranicaonline